# Andreas Jakob von Dietrichstein

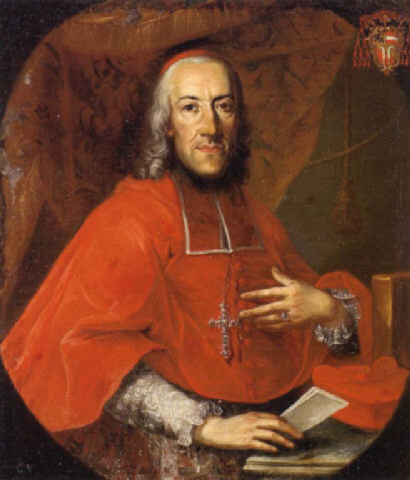
Fürsterzbischof und Primas Germaniae Andreas Jakob von Dietrichstein

Andreas Jakob Graf von Dietrichstein (* 27. Mai 1689 in Iglau (Mähren); † 5. Jänner 1753 in Salzburg) war von 1747 bis 1753 Fürsterzbischof von Salzburg.

## Familie
Andreas Jakob Graf von Dietrichstein stammte aus der Nikolsburger (mährischen) Linie der Adelsfamilie Dietrichstein, deren Ursprung bis nach Kärnten zurückzuverfolgen ist. Sein Vater war Maximilian Andreas (1638–1692) Graf von Dietrichstein, seine Mutter Maria Justina (1647–1696), Tochter des Edmund (Edmond) III. Grafen von Schwarzenberg Seigneur de Bierset.

## Leben
Dietrichstein studierte ab 1707 in Salzburg, wo er 1713 stimmberechtigter Domherr, 1729 Domdechant und 1730 Dompropst wurde.

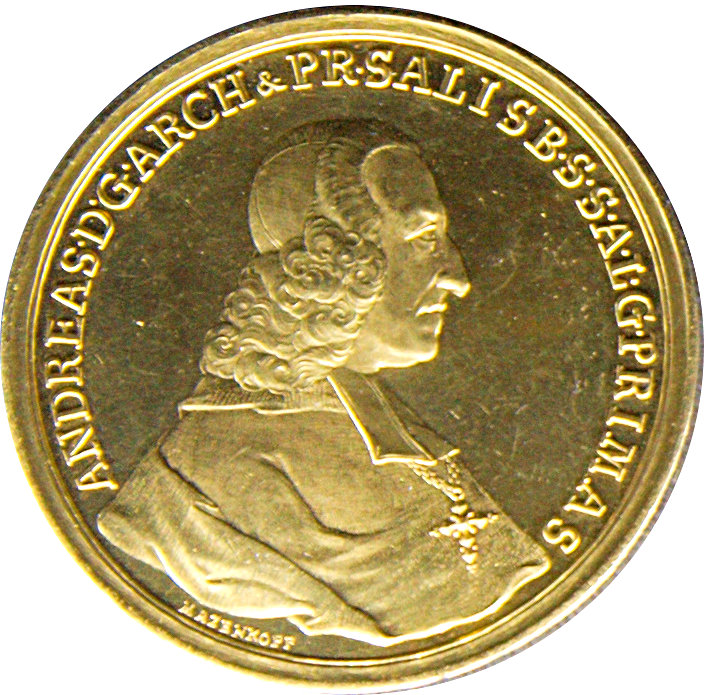
50-facher Dukat anlässlich der Wahl zum Erzbischof

Am 10. September 1747 wurde er als Nachfolger von Graf Liechtenstein zum Erzbischof von Salzburg gewählt. Er war für die Domherren wohl ein Kompromisskandidat, die Salzburger Bevölkerung aber wollte damals eindeutig einen salzburgischen Fürsten, nämlich Dietrichstein. Die Bischofsweihe spendete ihm am 1. Juni 1749 Josef Maria Reichsgraf von Thun und Hohenstein, damaliger Bischof von Gurk.

Wappen des Erzbischofs

Dietrichstein war ein würdiger und im Gegensatz zu seinem Vorgänger im Volk beliebter Erzbischof von schlichtem und hagerem Aussehen. Er war ein guter Kenner der Salzburger Verhältnisse, ein eifriger und betont arbeitsamer Mensch, aber auch ein Freund der Feste, der Maskenbälle und des Theaters. Aber auch er litt unter den großen finanziellen Schwierigkeiten des Erzstiftes, die durch die vorangegangene Protestantenvertreibung wesentlich verschärft worden war. So bestritt er demonstrativ die Kosten seiner Bischofsweihe aus eigenen Mitteln. Er konnte die Höhe der vom Papst geforderten Abgabe zu seiner Bischofsweihe etwas herabsetzen lassen und erreichte zudem, dass diese von Maria Theresia bezahlt wurde.
In Anbetracht der Finanznot setzte er sich einerseits für besondere Sparsamkeit bei Hof und in der Verwaltung ein, verbunden mit Einschränkung etwa der Kleiderordnung, dem Verzicht auf die Errichtung neuer großer Bauwerke, anderseits versuchte er nach Kräften die Wirtschaft des Landes zu fördern. Auch die Wasserspiele in Hellbrunn wurden nur mangelhaft instand gesetzt. Anstelle der bereits baufälligen „Schmiedgrotte“ wurde aber das „Mechanische Theater“ der Hellbrunner Wasserspiele errichtet. Lorenz Rosenegger verpflichtete sich dabei für 343 Gulden, 100 neue Figuren zu schaffen und das Werk in Gang zu bringen, was mit etlichen Schwierigkeiten und einer deutlichen Kostensteigerung auch gelang. Dietrichstein sanierte zudem die baufällige Andreaskirche in der Linzer Gasse.

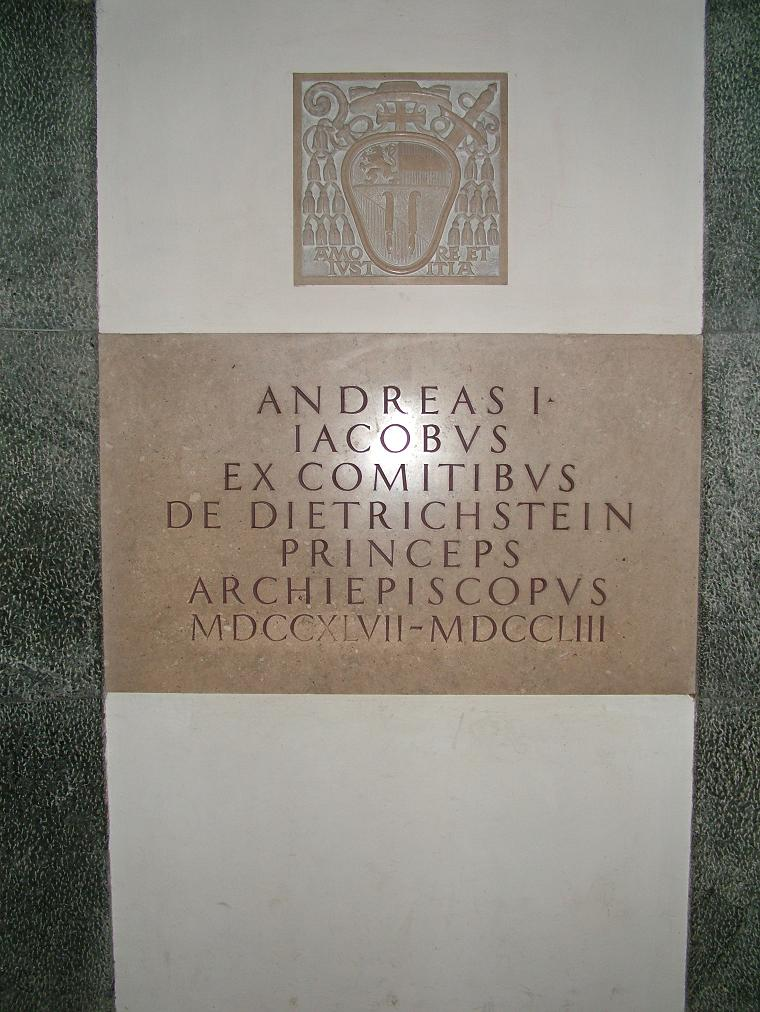
Grabstätte von Erzbischof Dietrichstein

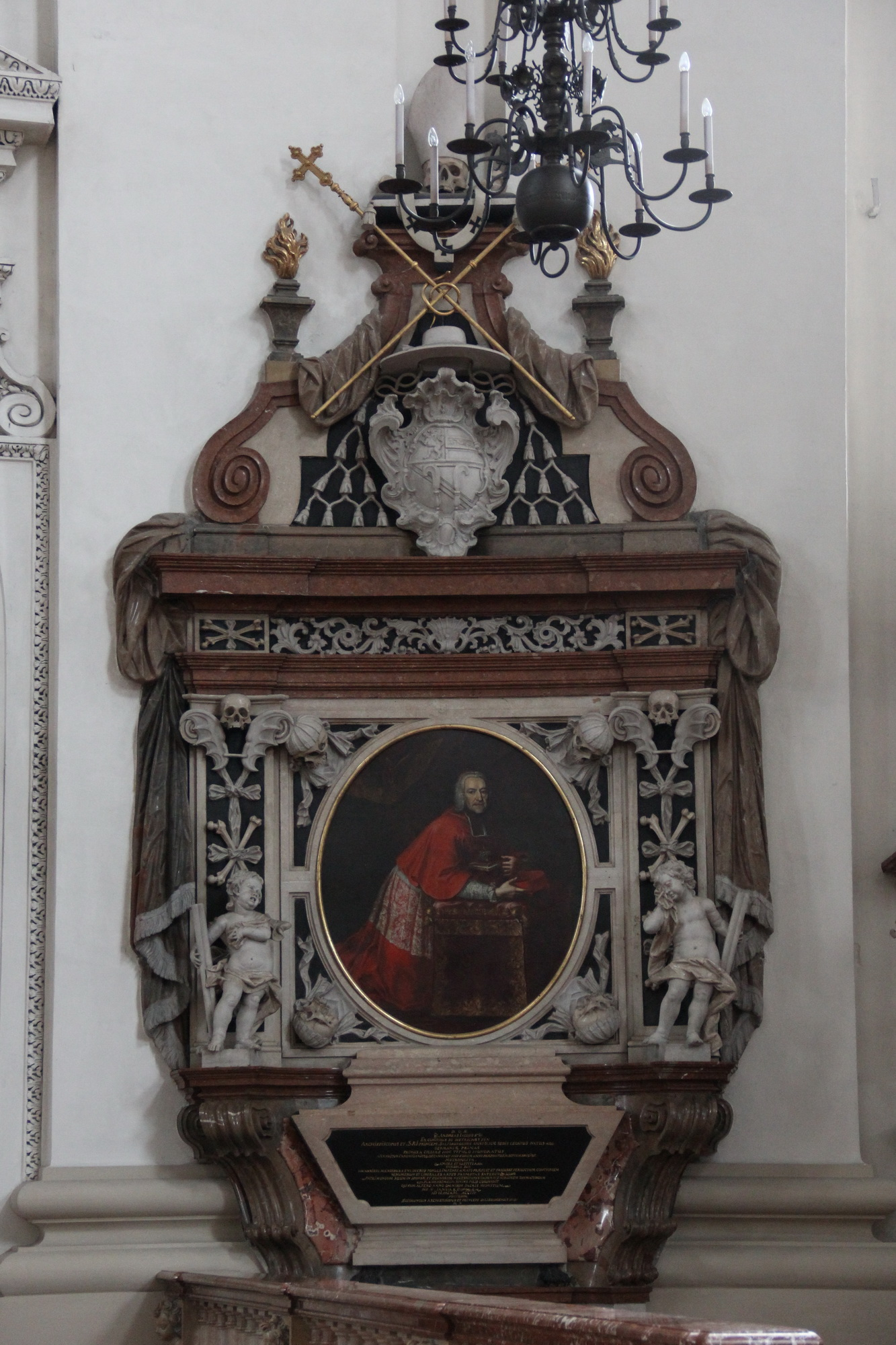
Grabdenkmal im Salzburger Dom

Laut einer Inschrift (Foto) auf seinem Denkmal im Salzburger Dom war Dietrichstein der erste Salzburger Erzbischof, der den Titel Primas Germaniae formell vom römisch-deutschen Kaiser erhielt.
Sein Wahlspruch war „amore et justitia“ – „Durch Liebe und Gerechtigkeit“ –, ein Grundsatz, dem er als gerechter Fürst und Freund des Volkes lebenslang treu blieb.
Dietrichstein starb am 5. Jänner 1753. Er wurde in der Krypta des Salzburger Doms beigesetzt. Trotz aller betonten Sparsamkeit hinterließ er seinem Nachfolger als Erzbischof aber hohe Schulden.